# Esquirol gris mexicà
L'esquirol gris mexicà (Sciurus aureogaster) és una espècie de rosegador esciüromorf de la família dels esciúrids. És un esquirol originari de Guatemala i de l'est i sud de Mèxic, i ha estat introduït en algunes regions de Florida (Estats Units).

## Característiques
Sciurus aureogaster està cobert per un pelatge gris i blanc, vermellós en l'abdomen, i existeixen també individus negres. El cos fa entre 42 i 55 cm amb una cua de 20 a 30 cm de longitud. Les orelles i els ulls són petits; les dents són fortes i les usen per a obrir nous.